# Giovanni Consolazione
Giovanni Consolazione (Gravina in Puglia, 12 agosto 1908 – Roma, 14 maggio 1964) è stato un pittore e artista italiano.

## Biografia
Mosse i primi passi esercitando l'attività di fotografo e ritoccatore di foto nel laboratorio del padre Salvatore. Giovanissimo si dedicò alla pittura trasferendosi a Bari dove nel giugno del 1932 tenne la sua prima mostra personale. Nel 1938 trovò impiego a Roma all’Istituto Nazionale LUCE come operatore cinematografico. Allo scoppio della guerra fu mandato in Africa, dove rimase ferito alla testa durante un combattimento aereo.
 
Rientrato a Roma, nel 1943 aprì uno studio in via del Vantaggio. Si diplomò all'Accademia di belle arti di Roma, dove ricoprì per un breve periodo l'incarico di assistente alla cattedra di pittura.
 
Nel 1947, assieme a Giovanni Omiccioli, Mario Mafai, Roberto Melli, Sante Monachesi, Domenico Purificato ed altri, fondò l’istituto di Solidarietà Artistica, facendo parte del comitato esecutivo.
Divenne attivista nel mondo sindacale come segretario Nazionale del Sindacato Italiano Pittori Scultori Incisori (SIPSI) nel 1953, della Federazione Italiana dei Sindacati artisti e professionisti aderenti alla C.I.S.L. (1954), segretario della sezione arti figurative aderente alla CISL e rappresentante della C.I.S.L. (1953 e 1954). Si sposò con la poetessa Nietta Abruzzini, da cui ebbe sette figli.

Nel 1953 è tra i protagonisti della mostra di arti figurative "L'Arte nella vita del Mezzogiorno d'Italia" tenutasi al Palazzo delle Esposizioni di Roma con l'opera "Cocomerara Romana". 
Nel 1956 vinse un concorso nazionale per la cattedra di disegno al liceo artistico e prese servizio a Bologna, dove rimase per due anni. Mantenne tuttavia la residenza a Roma, lavorando a Bologna come pendolare, trasferendosi con la numerosa famiglia nella nuova casa di via Augusto Valenziani, dal cui studio panoramico si scorgeva tutta Roma e i Castelli Romani. Ottenne quindi il trasferimento di cattedra al liceo artistico di via di Ripetta a Roma. Nell’ultimo periodo della sua vita ricoprì la carica d’insegnante titolare all'Accademia di Belle Arti di Roma fino alla sua morte.
A partire dal 1953 fece parte di numerose commissioni artistiche, come la Mostra del Mezzogiorno d'Italia nel Comitato Esecutivo e nella Commissione Giudicatrice o la Commissione per gli inviti accettazione, collocamento opere e premiazione alla Mostra Nazionale dell'Agricoltura Esposizione Universale 1953.

Nel 1954 fu Commissario Italiano per i Premi Internazionali alla XXVII Biennale Internazionale d'Arte di Venezia e Commissario per l'assegnazione dei Premi del Ministero della Pubblica Istruzione.

Ha fatto parte del consiglio d'amministrazione della Triennale di Milano.

È stato Segretario Generale del Comitato Italiano dell'Associazione Internazionale per le Arti Plastiche per l'UNESCO, carica mantenuta fino alla morte nel 1964.

## Principali mostre ed esposizioni
Nel 1948 partecipò alla XXIV Biennale di Venezia e alla V Quadriennale di Roma - Rassegna Nazionale di Arti Figurative.
Nel 1953 prese parte alla Mostra dell'arte nella vita del Mezzogiorno d'Italia, tenuta a Roma nel Palazzo delle Esposizioni, con l’opera "La cocomerara" e alla mostra "Strade d'Italia" - Mostra del II premio di pittura "Esso".
Nel 1955-1956 e nel 1959-1960 partecipò nuovamente alla VII e alla VIII edizione della Quadriennale di Roma, ricevendo un premio per la fotografia Ponte S. Angelo nel corso della VII Quadriennale.
Nel 1961-1962 partecipò al Premio nazionale di paesaggio "Autostrada del Sole".

## Premi e riconoscimenti
Tra i principali premi ottenuti è possibile citare:
- Premio alla Mostra Nazionale del Nudo nell'Arte Roma 1947
- Premio di Pittura Ministero della Pubblica Istruzione 1948[11]
- Premio Associazione Artistica Internazionale Roma 1948[9]
- Premio Mostra Internazionale «II Lavoro nell'Arte» Suzzara, 1951, con l'opera La cucitrice[11][16]
- Premio Mostra Nazionale d'Arte Sacra d’Assisi 1951
- Premio Mostra Nazionale di Pittura a «Maggio di Bari», 1952
- Premio Mostra Nazionale F.P. Michetti, Francavilla a Mare, 1953[11]
- Premio Mostra Nazionale Mezzogiorno, Napoli, 1953
- Premio «Lazio» alla VII Quadriennale d'Arte di Roma, 1956, con l'opera Ponte S. Angelo[11]

Nel 1949 fu inoltre vincitore del concorso nazionale per l'esecuzione di due lunette nel quadriportico del cimitero monumentale del Verano. Per tali lunette realizzò due affreschi raffiguranti rispettivamente la Decapitazione di San Giovanni e la Resurrezione di Lazzaro.
A Giovanni Consolazione sono state dedicate una via a Gravina in Puglia, suo paese natale, e una a Roma.

## Collezioni pubbliche e private
Le sue opere si trovano presso: il Museo del Sannio nell'abbazia di Santa Sofia e nella Rocca dei Rettori di Benevento; i Musei civici di Pavia; il Museo Santomasi di Gravina (BA); Gesù divino lavoratore e Le nozze di Cana nella Galleria d'Arte Contemporanea della Pro Civitate Christiana di Assisi; la Pinacoteca Comunale Andrea Alfano di Saracena (CS) con il disegno intitolato Bambina.

## Pubblicazioni
- Valerio Mariani, Giovanni Consolazione / Valerio Mariani, Roma, Istituto Grafico Tiberino, 1949; IT\ICCU\CUB\0207751.
- Consolazione Giovanni, Cartella di 20 litografie originali (presentata da Giuseppe Galassi), Roma, De Luca Editore, 1950.
- Consolazione Giovanni, Disegni (presentazione di Ugo Moretti), Edizioni d’Arte Argo, Roma 1950; IT\ICCU\LO1\0787140.
- Guglielmo Petroni, Giovanni Consolazione, Roma, Edizioni Porfidi, 1953; IT\ICCU\LO1\0788174.
- Brenno, Lucio, Acqua alta, Roma, Ed. Pais - Periodici Associati Iniziativa Stampa, 1954 (romanzo illustrato da Giovanni Consolazione); IT\ICCU\CFI\0240849.
- Abruzzini Nietta e Consolazione Giovanni, Domenica romana / Nietta Abruzzini, Roma, Corso, 1959 (illustrazioni di Giovanni Consolazione); IT\ICCU\RMR\0019200.
- Corso, Giuseppe, Attimi di consolazione. Poesie, Roma, Corso, 1985 (illustrazioni di Giovanni Consolazione).